# Отношения между Индия и Русия
Отношенията между Руската федерация и Република Индия имат дълга история, която датира още от времето на Студената война. Дипломатическите отношения между двете са създадени на 13 април 1947 г. Към момента Индия има посолство в Москва, както и две консулства – в Санкт Петербург и Владивосток. От своя страна Русия има посолство в Ню Делхи и четири консулства – в Ченай, Хидербад, Калкута и Мумбай. Между двете няма гранични, териториални и други трудноразрешими проблеми. Русия е заинтересована Индия да продължи да бъде единна и неделима държава, а на Индия също е нужна единна и силна Русия.

## 1950 – 1960
Добрите и силни отношения между двете страни започват почти веднага след сключването на дипломатическите връзки. През 1950-те топлите отношения с Индия представляват един от най-успешните опити на Съветския съюз да сключи тесни връзки със страните от така наречения Трети свят. Макар че през Студената война Индия е част от движението на „Необвръзаните“, заедно с Египет и Югославия, много често тя се оказва про-съветски настроена. През 1955 г. се случва и първата двустранна визита – индийският министър-председател Джавахарлал Неру посещава Москва, а през същата година Хрушчов отива в Делхи. Вследствие на тези визити става ясно, че СССР подкрепя индийската страна в назрелия по това време конфликт с Пакистан за областта Кашмир. Топлите отношения между двете по това време обаче не остават без последствия – допринасят за обострянето на вече охладнелите връзки между Китай и Съветския съюз. По време на териториалния военен спор между Индия и Китай през 1959 г. Съюзът запазва своя неутралитет. Въпреки това обаче Съветите отпускат голяма военна помощ към Индия през цялото управление на Хрушчов. Така по време на войната, а и през 60-те години на 20 век, се оказва, че Индия е получила много повече съветска военна помощ, отколкото Китай. Този факт също допринася за разлома в съветско-китайските отношения. Цялата военно-технологична политика на Съюза към Индия е показателна и съвсем различна от тази спрямо Китай. СССР отказва да произвежда заедно с Китай изтребителите МИГ-21, но през 1962 г. се съгласява да извършва копродукция с Индия.

## 1960 – 1990
Следващият важен момент в отношенията между Индия и СССР настъпва през 1965 г., когато Съюзът играе важна роля на миротворен посредник в конфликта между Индия и Пакистан. Тогава Алексей Косигин, в ролята си на министър-председател на Съветския съюз, се среща с двете страни и работи за прекратяване на военните действия в Кашмир. През 1971 г. в Пакистан се появява нов проблем – Източен Пакистан иска да се отцепи от Западен Пакистан. Индия подкрепя това разделение, но се страхува, че Китай може да застане на страната на Западен Пакистан. По повода тя изявява желание да подпише Договор за приятелство и сътрудничество със Съветския съюз. Той става факт през същата 1971 г. В нейния край през месец декември, Индия се включва в конфликта в Пакистан, като тези нейни действия подпомагат създаването на новата държава Бангладеш.
През 1970-те години в Индия на власт идва дясно правителство, начело с дясната партия Джаната. Действията на това правителство целят затопляне на индийските военни и икономически връзки със западните страни, но това не оказва лошо влияние върху връзките на страната със СССР. За да не загуби Индия като свой партньор, Съюзът ѝ предоставя различни военни и икономически помощи. През 1976 и 1980 г. партията Индийски национален конгрес, начело на която е Индира Ганди, отново идва на власт и Индира Ганди е избрана и двата пъти за министър-председател на Индия, а отношенията със СССР отново се затоплят, като Индира Ганди прави три официални посещения в Москва и е радушно посрещната от съветския лидер Леонид Брежнев, с когото води разговори за бъдещото стратегическо партньорство между двете държави. През 1979 г. Индия с премиер Индира Ганди подкрепя навлизането на съветските войски в Афганистан и изпраща военни части на индийската армия през февруари 1980 г. като военна помощ за СССР във войната с муджахидините в Афганистан.

1980-те години са динамичен период за индийската вътрешна политика. През 1984 г. сикхите извършват успешно нападение над министър-председателя Индира Ганди и тя е убита. Въпреки тези вътрешни катаклизми, съветско-индийските отношения запазват своя положителен характер. Индира Ганди е наследена от Раджив Ганди на постовете председател на Индийския национален конгрес и министър-председател на Индия. С цел да демонстрира желанието си топлите връзки между двете страни да се запазят и да продължат, той реализира първото си посещение като държавен глава точно в Москва. Тогава се подписват две дългосрочни икономически споразумения между страните. Съветската страна отговаря по същия начин – когато Горбачов идва на власт, също избира Ню Делхи за дестинация на първата си официална задгранична визита. 
Това се случва през 1986 г. Тогава Горбачов призовава Ганди заедно да работят за изграждането на Азиатска система за колективна сигурност, но призивите му остават без отговор. Любопитното в случая е, че и Брежнев е отправял към Индия същото предложение, но то има частичен успех – индийски войски са пратени на помощ на съветските в Афганистан през 1980 г. Смята се, че целта на едно такова споразумение е Съветите да използват близките си отношения с Индия, с цел да се сдържа Китай. Макар и отношенията с китайската страна да се затоплят през 1980-те, Индия остава приоритетна в съветската външна политика и става пример за новата политика на Горбачов, свързана с Третия свят. През 1987 Раджив Ганди отново посещава СССР и води разговор с Горбачов на който двамата се споразумяват страните да водят съвместна съюзна външна политика, но към политическата програма на перестройката в СССР, Раджив Ганди се отнася негативно и с неодобрение. Ганди дори кани румънския генерален секретар на ЦК на РКП и президент на СР Румъния Николае Чаушеску и българския първи партиен и държавен ръководител Тодор Живков, които са с влошени отношения с Горбачов на посещение в Ню Делхи, като румънският лидер посещава Индия през април 1988 г., а български партийни и правителствени делегации, начело с министър-председателя Георги Атанасов и други партийни и държавни ръководители, посещават Индия през юни 1988 и през септември и ноември същата година. Въпреки че не споделя вътрешната политика на перестройка в СССР, Ганди смята СССР за основен политически и военен партньор във външната политика и това е засвидетелствано и при посещението на Горбачов в Индия през ноември 1988 г. Въпреки това в годините след разпадането на социалистическата общност в Източна Европа през ноември – декември 1989 г., Индия и Ганди не водят активен диалог със СССР на Горбачов през 1990 – 1991 г., което съвпада с изострянето на вътрешната обстановка в Индия и убийството на Раджив Ганди от индийски сикхи през 1991 г., точно когато се разпада и СССР. Съпругата на Раджив Ганди, Соня Ганди поема лидерския пост в Индийския национален конгрес и е няколко пъти министър-председател на Индия.
След разпада на СССР през 1991 г., отношенията между Русия и Индия са актуализирани, договорени и подписани наново чрез близо над 200 двустранни споразумения. Основен документ за руско-индийските отношения е Договорът за приятелство и сътрудничество между Руската федерация и Република Индия, подписан на 28 януари 1993 година.

## Съвременни отношения
В наши дни двете страни продължават да си сътрудничат тясно по въпросите, които касаят общите им национални интереси. Двете членуват в ООН, БРИКС, Г20, както и в Шанхайската организация за сътрудничество, където Индия има статут на наблюдател, но е поканена от Русия да стане пълноправен член. Също така Русия силно подкрепя идеята Индия да получи постоянно място в Съвета за Сигурност на ООН. Русия настоява Индия да се присъедини към Групата на ядрените доставчици (NSG), както и към АПЕК. Федерацията иска да се присъедини към Южноазиатската асоциация за регионално сътрудничество, където Индия е със статут на една от основателките.

## IRIGC
Друг интересен факт от отношенията на двете към момента е, че Русия е една от двете страни в света (другата е Япония), която има механизъм за срещи на правителствено равнище, на които да се обсъждат отбранителните стратегии на страните. Индо-руската правителствена комисия (IRIGC) е един от най-големите междуправителствени механизми, които Индия е имала някога, с която и да е било държава. Почти всеки един департамент от индийското правителство участва в него. Всъщност това е главният орган, който изработва и обсъжда политиките между двете страни. Понякога се нарича Индо-руски правителствен комитет. Той е разделен на два департамента. Първият департамент се занимава с търговията, икономиката, научното, технологичното и културното сътрудничество. Този департамент има двама председатели – руският заместник министър-председател и индийският министър на външните работи. Вторият департамент на този комитет се занимава с военно-техническото сътрудничество и се председателства от военните министри на двете страни. Двата департамента на IRIGC провеждат годишни срещи. Освен IRIGC има и други органи, които обсъждат и формулират икономическото сътрудничество между двете държави, като Индо-руския форум за търговия и инвестиции, Индо-руското бизнес консулство, Организацията за индо-руска търговия, Индо-руската търговска камара и Комитетът за насърчаване на инвестициите и технологиите.

## Военни и отбранителни отношения
Военните и отбранителни отношения между двете страни имат своята историческа обосновка. В миналото Съветският съюз е бил важен доставчик на оръжия за Индия. След разпадането му Русия наследява тази роля. Сътрудничеството не се ограничава само до взаимоотношенията купувач – продавач, а включва и съвместни изследвания и разработки, както и различни обучения. Съвместни военноморски обучения се провеждат през април 2007 г. в Японско море, а съвместни въздушни учения са проведени през септември 2007 г. в Русия. Военно учение между руски и индийски военни единици е проведено в Утараханд през октомври 2010 г. За 2011 г. има насрочени две съвместни военни изпитания, които Русия отлага. Едното обучение е насрочено за април 2011 г. Тогава флотилия от пет военни кораба от Източния флот на индийските военноморски сили пристига за съвместни военноморски учения във Владивосток, но се налага да се върнат обратно, защото учението не се провежда. Второто обучение е съвместно между наземните армии и е насрочено за юни 2011 г., но също не се провежда. Причината, посочена от руската страна е, че индийското Министерство на отбраната не е информирало Москва в нужния предварителен срок.
Русия и Индия имат междуправителствена военно-техническа комисия за сътрудничество. Нейни председатели са министрите на отбраната на двете страни. Чрез нея те разработват вече споменатите съвместни обучения, а също така и подписват различни споразумения за търговия на оръжия, условията за доставките и производството им. Всъщност първият договор, регулиращ търговията на оръжие между двете е подписан през 1988 г. Това е довело до продажбата на множество на отбранителна техника в Индия, а също е повлияло на развитието на отношенията между страните, които са прескочили чисто търговките отношения тип „купувач-продавач“. Вследствие на това споразумение се появяват и две програми, част от които са проектите за формиране на индо-руските съвместни предприятия за разработване и производство на пето поколение бойни самолети (FGFA) и многоцелеви транспортни самолети (MTA). Споразумението е подписано с идеята да се разширява на 10 години.

## Съвместни проекти
Към момента Индия и Русия имат много съвместни военни проекти за производство на транспортни и бойни самолети, както и на ракетни носители. Освен това Индия наема и купува много военна техника от Русия. Сключена е сделка, според която до 2015 г. Русия ще достави на Индия оръжие и военна техника за около 14 млрд. долара. Тази сделка е резултат от среща на Азиатско-тихоокеанския форум за сътрудничество. Също така е подписана сделка за модернизиране на индийска АЕЦ. Става въпрос за изграждане на трети и четвърти реактор на АЕЦ, който се намира в южния индийски щат Тамил Наду. Също така има и проект за изграждане на АЕЦ „Кудамкулам“, в южната част на Индия. Не е ясно обаче как строежът на четирите ядрени реактора, които са планирани, ще се съгласува със сключения през март 2006 г. договор за ядрено сътрудничество със САЩ. С този договор Индия би трябвало да получи от САЩ достъп до съвременна ядрена технология, в замяна на отваряне на инсталациите си за международни инспекции.
След отмяната на военните обучения през 2011 г. се появяват и други проблеми във военно-технологичните отношения между двете. Отношенията се обтягат и поради забавяне и чести промени в цените за известния съветски самолетоносач INS Vikramaditya, както и на повтарящите се закъснения на доставките на няколко критични системи за отбрана.

## Тъговски отношения

### Преговори
Русия и Индия постоянно водят преговори и обсъждат различни идеи за нарастване на търговския обмен между двете. Двустранния търговски оборот е скромен и за 2006 – 2007, възлиза на около 3 млрд. долара. От тях индийският износ за Русия е оценен на 908 млн. щатски долара. През 2009 г. оборотът е нараснал със 7,5%. Съществуват обаче достатъчно благоприятни условия за развитието на руско-индийските търговско-икономически отношения, научно-техническото и военното сътрудничество, които все още далеч не отговарят на възможностите на двете страни.

### Споразумения за износ и срещи на върха
Също така двете, заедно с Китай, са силно заинтересовани да работят в сферата на формирането на многополюсен в политическа и икономическа гледна точка свят. Относно търговията между Русия и Индия, в най-големи количества за Русия Индия изнася фармацевтични продукти, чай, кафе и подправки; облекла и допълнения за облекла, хранителни продукти, както и инженерни стоки. Основният индийския внос от Русия е на желязо и стомана, торове, цветни метали, хартиени продукти, въглища, кокс и брикети; зърнени култури. През декември 2009 г. в Москва на официално посещение отива министър-председателят на Индия Манмохан Сингх. В разговорите с тогавашния руски президент Дмитрий Медведев и руския премиер Владимир Путин, са обсъдени ключовите области на двустранното сътрудничество – икономика, енергетика, транспорт, металургията, информационните технологии, фармацевтиката, биотехнологиите, военно-техническото сътрудничество, космическите изследвания. Обсъждани са също и актуални международни и регионални въпроси.
След срещата на върха тогава е приета съвместна декларация между Руската федерация и Република Индия за задълбочаване на стратегическото партньорство за посрещане на глобалните предизвикателства и подписани редица важни документи. Сред тях е Междуправителственото споразумение относно програмата за военно-техническото сътрудничество между Русия и Индия за периода 2011 – 2020. Също така е била обсъдена и Програмата за културно сътрудничество между Министерството на културата на Руската федерация и Министерството на културата и туризма на Република Индия за периода 2010 – 2012 г. Парафирано е Споразумение между правителството на Руската федерация и правителството на Република Индия за сътрудничество в областта на атомната енергия за мирни цели. Освен редовните двустранни посещение на държавните глави или различни дипломати, между Русия и Индия се водят много работни срещи в кулоарите на многостранните форуми, в които участват двете страни. Това най-често се случва при срещите на БРИКС.

### Изложения и партньорски отношения
Двете страни по всякакъв начин се опитват да увеличат търговските си взаимоотношения. През ноември 2008 г. Ню Делхи е домакин на Руската национална изложба, която представя продуктите на над 300 руски фирми и провежда презентации от 22 руски региона. През септември и октомври 2009 г. в Санкт Петербург се провежда специализирано изложение „Индия Show – 2009“. Министърът на търговията и промишлеността на Индия А. Шарма тогава е начело на делегация от индийски бизнесмени, участвали в Санкт Петербург на международния икономически форум. През 2008 г. по инициатива на представители на деловите среди на двете страни е формиран Руско-индийски съвет на бизнес лидерите. Тогава са разширени контактите между различни области на двете страни. Също така са установени партньорски отношения между следните градове и региони от двете страни: Москва и Ню Делхи, Санкт Петербург и Мумбай, Волгоград и Ченай, Казан и Хайдерабад, Република Татаристан и щата Андхра Прадеш, областта Самара и щата Карнатака.

## Енергиен сектор
Енергийният сектор също е важна област от индо-руските отношения. Руската федерация развива проект за добив на газ и нефт на остров Сахалин, в който участват и индийски компании. Индийската инвестиция там е около 2 млрд. долара. Руската компания „Газпром“ и индийската газова организация Индия ООД са си сътрудничили в съвместното развитие на добива на газ в Бенгалския залив.

## Космическо партньорство
Индия и Русия работят заедно и в сферата на космическото партньорство, което е ключов сектор в сътрудничеството между двете страни. През 2004 г. са подписани две споразумения, свързани с космическите програми на страните. Това са междуправителственото рамково споразумение за сътрудничество в областта на космическото пространство за мирни цели и Интернационалното споразумение на космическата агенция за сътрудничество в руската сателитна навигационна система „ГЛОНАСС“. Впоследствие са били подписани още редица споразумения, свързани с това за „ГЛОНАСС“. През ноември 2007 г. двете страни подписват и споразумение за съвместно лунно проучване. Също така има предложения за съвместни мисии до Марс през 2013 г.

## Наука и технологии
Продължаващото сътрудничество в областта на науката и технологиите, в рамките на Интегрираната дългосрочна програма на сътрудничество (ILTP) е най-голямата програма за сътрудничество в тази сфера, както за Индия, така и за Русия. ILTP се координира от Министерството на науката и технологиите от индийска страна и от Руската академия на науките и Руското министерство на промишлеността, науката и технологиите от руска страна. Развитие на SARAS самолети (многоцелеви самолети за гражданската авиация)], полупроводникови продукти, супер компютри, поли-ваксини, лазерна наука и технология, сеизмология, материали с висока чистота, софтуер и IT, и Аюрведа (здравеопазване) са някои от приоритетните области на сътрудничество в рамките на ILTP. В рамките на тази програма, са създадени осем съвместни индо-руски центрове, които трябва да се съсредоточат върху съвместни научни изследвания и развойна дейност. Два други съвместни центрове за цветни метали, ускорители и лазери се създават в Индия. Подобен съвместен технологичен център ще отвори врати и в Москва. На 11 – 12 октомври 2007 г. в Москва се състои среща на Съвместния съвет на ILTP за преглед на сътрудничеството дотогава и за да се очертаят бъдещите цели. През август 2007 г. се подписва меморандум за разбирателство между Министерството на Науката и Технологиите и Руската Фондация за Фундаментални Изследвания, Москва да продължи научното сътрудничество.

## Транспортен коридор „Север-юг“
Друг важен момент от двустранните им отношения е подписаният през 2002 г. договор за транспортния коридор „Север-юг“. В него участва и Иран. Целта на този коридор е да намали разходите по транспорт на блага между Русия и Индия. Работата по оптимизиране на коридора не спира, като на различни срещи в Ню Делхи и Казахстан се работи именно за това.

## Тероризъм
Двете държави също така имат и споразумения относно превенцията на тероризма в международен мащаб. Двете са съгласни, че няма оправдание за тероризма, и това трябва да се води борба с него, без компромис навсякъде, където той съществува. Двете страни подписват Меморандум за разбирателство за сътрудничество в борбата срещу тероризма още през декември 2002 г. По-късно, във връзка с трагичните събития в град Мумбай през 2008 г., Руската федерация изразява солидарността си към приятелския народ на Индия и желанието си да сътрудничат активно с Ню Делхи в борбата срещу международния тероризъм. През април 2012 г., в Ню Делхи, се състоя заседание на руско-индийската Съвместна работна група за противодействие срещу тероризма. И двете страни имат своя опит в сферата, след регионалните си войни в Кашмир и Чечения. Делегатите на срещата изразяват загриженост от проблема на тероризма и се договориха за разширяване на размяната на информация и опит, като подчертаха, че сътрудничеството в тази сфера е неотделима част от руско-индийското партньорство. Всъщност заседанието е проведено в 65-годишнината на установяването на дипломатически отношения между Русия и Индия.

## Културни връзки
Културните връзки между Индия и Русия са исторически. В университетите в Москва, Санкт Петербург, Казан и Владивосток са изучава Индология, а в Индия редовно се организират дни на Руската култура, а в Русия има дни на индийската култура. 2008 г. е обявена за годината на Русия в Индия. В отговор 2009 г. за Русия е годината на Индия. Любопитен е фактът, че през 1950-те в Съветския съюз е много популярен индийският режисьор Радж Капур. Говори се, че хората са се редили с часове на опашки в студа, за да се сдобият с билет за прожекциите на мелодраматичните му ленти.

## Главата на индийската дипломация обяснява значението на Русия за Индия
Не е много често срещано първият дипломат на Индия да изказва така явно симпатията си към друга приятелска страна, знаейки много добре, че подобно нещо би могло да предизвика проблеми сред други приятелски страни. Именно това се случва вечерта на 22 ноември, когато външният министър на Индия Ранджан Матхай (Ranjan Mathai) Архив на оригинала от 2012-08-06 в Wayback Machine. представя речта си пред една изключително избрана аудитория и дава подробно обяснение за това защо и как приятелство между Индия и Русия е от изключително важно национално значение.
На срещата по случай шестия индо-руски диалог, насърчавана от фондацията Observer Research и Руский Мир, няма повече от около петдесет гости. Списъкът на гостите се състои главно от най-добрите индийски и руски дипломати и стратегически писатели, включително и руския посланик в Индия Александър Кадакин. Само за половин час Матхай Архив на оригинала от 2012-08-06 в Wayback Machine. обяснява защо Русия продължава да бъде най-големия приятел на Индия.
Думите на външния министър на кръглата маса не са резултат от факта, че Индия и Русия празнуват 65-ата годишнина на дипломатически отношения помежду си – връзка, която датира още отпреди независимостта на Индия и достига своя апогей през 1971 година по време на съветската епоха, когато е подписан Индо-съветският договор за приятелство.

### Специално и привилегировано стратегическо сътрудничество
Матхай Архив на оригинала от 2012-08-06 в Wayback Machine. описва индо-руското стратегическо партньорство като „специално и привилегировано“, което продължава да бъде „ключов приоритет“ и добавя решаващо значение към националния капацитет на Индия дори и днес в този драматично предефиниран свят след Студената война.
Русия е единствената страна, с която Индия има механизъм за годишен министерски преглед на отношенията в областта на отбраната. Освен това Русия е първата страна, с която Индия започва провеждането на годишни срещи на върха. Нещо което Индия прави само с още една държава – Япония. МатхайАрхив на оригинала от 2012-08-06 в Wayback Machine. е достатъчно внимателен, за да спомене и двете важни точки в речта си.

#### Индо-руският пентагон
Индо-руското стратегическо сътрудничество има пет основни компонента – (I) политическо (с устойчив, редовен диалог на най-високо ниво), (II) сътрудничество в областта на борбата с тероризма, (III) отбрана, (IV) мирното използване на ядрената енергия и (V) космоса. Естеството на индо-руския петоъгълник е такова, че не се знае кой от петте компонента по кое време ще бъде активен, а понякога всичките пет влизат в игра едновременно.
Матхай Архив на оригинала от 2012-08-06 в Wayback Machine. говори надълго и нашироко за аспектите на отбраната на индо-руските връзки, един компонент от решаващо значение за двустранните отношения, тъй като близо 70 % от военната техника на Индия все още си остава от руски произход, въпреки факта, че Индия вече е диверсифицирала вноса си за отбрана. Индийският външен министър Архив на оригинала от 2012-08-06 в Wayback Machine. отбелязва един много важен момент. Съзнавайки тревогата в Русия, че руски фирми не успяват да спечелят договори за поръчки доста често в близкото минало, Матхай Архив на оригинала от 2012-08-06 в Wayback Machine. успява да успокои страстите и поставя нещата в доста по-зряла перспектива. Ето и думите му: „Ние често чуваме недоволството в медиите, както тук, така и в Русия, когато голяма сделка в областта на отбраната не е взета от Русия или когато Русия си сътрудничи с други. Убеден съм, че нашите отношения са далеч по-зрели и задълбочени, за да бъдат оформяни от отделните сделки в конкурентното пространство в областта на отбраната на Индия или от това, че Русия разширява хоризонтите си.“
Индия знае много добре значението на Русия, тъй като никоя друга страна не се е доказала като толкова надежден партньор, що се отнася за военна техника. По-важното е, че Индия и Русия са се преместили на фазата на съвместно проектиране и разработване и на многогодишни съвместни програми за сътрудничество, споделяйки материалните разходи за върхови технологии.
В този контекст Матхай Архив на оригинала от 2012-08-06 в Wayback Machine. отбелязва нещо, което би трябвало да разсее всякакви съмнения и казва: „Това е фактът, който прави нашето сътрудничество в областта на отбраната уникално и ще го поддържа през следващото десетилетие. Предвиждам разнообразяване и задълбочаване на отношенията между Индия и Русия тъй като и двете държави се стремят да модернизират собствените си отбранителни способности.“

#### Сезонът на Русия в Индия
Руският президент Владимир Путин посещава Индия на 24 декември 2012 г. за 13-ата Индо-руска годишна среща на върха. През октомври 2012 г. заместник министър-председателя на Русия Рогозин посещава Индия, за да съпредседателства Индо-руската междуправителствена комисия, която е една от най-големите и най-сложните механизми, които Индия някога е имала с която и да е било страна в света. Почти всеки отдел на правителството на Индия присъства в индо-руските междуправителствени комисии, където двете страни преразглеждат сътрудничеството си във всеки сектор, за да има откровен обмен и конструктивно справяне с някои от предизвикателствата, пред които са изправени. През ноември 2012 г. руският министър на отбраната посещава Индия, за да съпредседателства военно-техническата комисия, която оценява състоянието на партньорството в областта на отбраната между двете страни като стабилно и високо интензивно.
Посещението на Путин в Индия дава още един тласък на индо-руските двустранни отношения. Дипломатическите отношения между Русия и Индия, установени след обявяването на независимостта със своята 65-годишна история се характеризират с „приемственост и с обогатяващи промени“, отбелязва Матхай. Последно, но не и последно по значение, индийският външен министър посочва няколко от най-важните моменти в историята на индо-руското сътрудничество.
На световната сцена Русия остава доверен приятел на Индия. „Откритата подкрепа на Русия за постоянно членство на Индия в Съвета за сигурност на ООН, Групата на ядрените доставчици (NSG), Шанхайската организация за сътрудничество (SCO) и Азиатско-тихоокеанското икономическо сътрудничество (APEC) са от изключително значение за нас. Освен това Русия често се опитва да убеди другите да одобрят кандидатурите на Индия. Това е резултат от уникална традиция на политическа близост, развивана през годините“ заявява Матхай Архив на оригинала от 2012-08-06 в Wayback Machine..